# Travis Brooks
Travis Brooks, född den 16 juli 1980 i Melbourne, Australien, är en australisk landhockeyspelare.
Han tog OS-guld i herrarnas landhockeyturnering i samband med de olympiska landhockeytävlingarna 2004 i Aten.
Han tog därefter OS-brons i herrarnas landhockeyturnering i samband med de olympiska landhockeytävlingarna 2008 i Peking.